# أليكس كارول
أليكس كارول هو لاعب كرة قدم كندية كندي، ولد في 18 مارس 1992 في فيكتوريا في كندا.